# Sybille Schmidt
Sybille Schmidt (ur. 31 sierpnia 1967 w Apoldzie) – niemiecka wioślarka, złota medalistka olimpijska z Barcelony.
Urodziła się w NRD i do zjednoczenia Niemiec startowała w barwach tego kraju. Zawody w 1992 były jej jedynymi igrzyskami olimpijskimi. Wspólnie z koleżankami triumfowała w czwórce podwójnej. Partnerowały jej Kerstin Müller, Birgit Peter i Kristina Mundt. W tej samej konkurencji trzykrotnie była mistrzynią świata (1989, 1990, 1991) – dwa pierwsze tytuły jeszcze dla NRD.